# Piemonte
Piemonte (tiếng Piemonte và tiếng Occitan: Piemont; tiếng Pháp: Piémont) là một trong 20 vùng của Ý. Diện tích vùng này là 25.399 km² với dân số khoảng 4,4 triệu người. Thủ phủ là thành phố Torino, phương ngữ là tiếng Piemonte và tiếng Occitan cũng được nói ở thung lũng Occitan. 

## Địa lý
Piemonte được Alps bao bọc 3 phía, bao gồm Monviso (Mont Vis), nơi bắt nguồn của sông Po và Monte Rosa. Vùng này giáp với các vùng Auvergne-Rhône-Alpes, Provence-Alpes-Côte d'Azur của Pháp, bang Valais của Thụy Sĩ và các vùng khác của Ý như Lombardia, Liguria, Emilia-Romagna và thung lũng Aosta. Tỷ lệ lãnh thổ nằm trong khu bảo tồn là 7,6%. Có 56 vườn quốc gia và khu vực khác nhau, trong đó có Vườn quốc gia Gran Paradiso.
Về mặt hành chính, vùng Piemonte dược chia thành 8 tỉnh:
- Alessandria
- Asti
- Biella
- Cuneo
- Novara
- Torino
- Verbano-Cusio-Ossola
- Vercelli

## Lịch sử
Loài người sinh sống ở Piemonte từ thời kỳ đầu lịch sử, đó là các bộ lạc Celtic-người Liguria như Taurini và Salassi. Sau này họ đã quy phục người Roma (khoảng năm 220 trước Công nguyên), và những người La Mã này đã thiết lập nhiều thuộc địa bao gồm Augusta Taurinorum (Torino) và Eporedia (Ivrea). Sau sự sụp đổ của Đế quốc Tây La Mã, vùng này đã liên tục bị các nước và dân tộc khác xâm lược, đó là người Burgundia, Goths (thế kỷ 5), người Byzantin, người Lombardia (thế kỷ 6), Franks (773). Đến thế kỷ 9-10, vùng này lại bị người Magyar và người Saracen xâm chiếm. Lúc Piemonte thuộc Vương quốc Ý bên trong Đế quốc La Mã Thần thánh, vùng này đã được chia thành nhiều địa hạt.

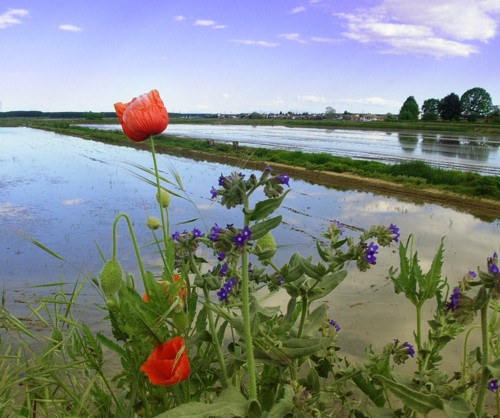
Các cánh đồng lúa giữa Novara và Vercelli. Piemonte là nơi sản xuất lúa gạo chính của Ý.

Năm 1046, Oddo của Savoy - con trai của Umberto I (1000 - 1048) đã đưa Piemonte vào lãnh thổ chính của họ Savoy, với thủ phủ tại Chambéry (ngày nay thuộc nước Pháp). Một số khu vực khác vẫn độc lập, như các công xã hùng mạnh Asti và Alessandria và các thái ấp hầu tước Saluzzo và Montferrat. Hạt Savoy đã được nâng thành một thái ấp công tước năm 1416 dưới thời công tước Amadeus VIII (1391 - 1440), công tước Emanuele Filiberto (1553 - 1580) đã dời thủ phủ đến Torino năm 1563. Năm 1720, công tước của Savoy là Vittorio Amedeo II (1720 - 1730) trở thành vua của Sardegna, một vương quốc được thành lập và chuyển thành Vương quốc Piemonte-Sardinia và đã đưa tầm quan trọng của thành phố Torino thành một kinh đô châu Âu.
Cộng hòa Alba đã được lập năm 1796 làm một Cộng hòa khách hàng Pháp ở Piemonte trước khu khu vực này đã bị Pháp thôn tín năm 1801. Tháng 6 năm 1802, một nước cộng hòa khách hàng mới, Cộng hòa Subalpine, đã được thành lập ở Piemonte và tháng 12 thì cũng bị thôn tín. Tại đại hội Wien, Vương quốc Piemonte-Sardinia đã được phục hồi và nhận thêm Cộng hòa Genova để tăng cường sức cản chống lại Pháp.
Piemonte đã là một bàn đạp cho thống nhất nước Ý giai đoạn 1859-1861, tiếp theo các cuộc chiến tranh không thành công trước đó chống lại Đế quốc Áo vào năm 1820-1821 và 1848-1849. Quá trình này đôi khi được gọi là Piemonte hóa. Tuy nhiên, các nỗ lực này sau đó đã bị những nông dân phủ nhận. Dòng họ Savoy đã trở thành các vua của Ý, Torino trong một thời gian ngắn đã trở thành thủ đô của Ý. Tuy nhiên việc bổ sung các lãnh thổ đã giảm tầm quan trọng của Piemonte đối với vương quốc này và thủ đô đã được dời đến Florence, sau đó đến Roma.

## Kinh tế

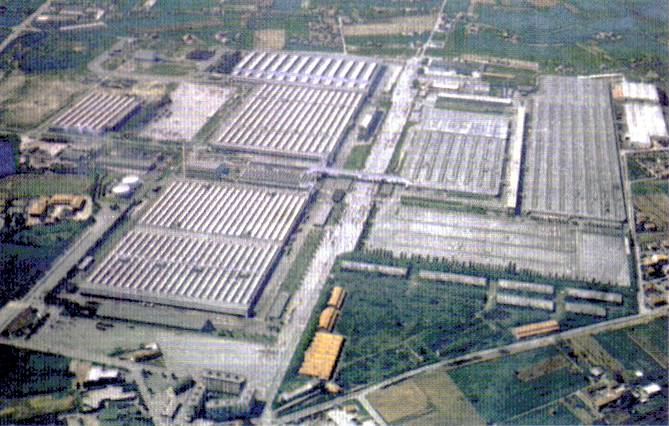
Cảnh nhìn từ trên cao nhà máy Fiat ở Torino.

Vùng đất thấp Piemonte màu mỡ, là một vùng nông nghiệp trồng lúa mỳ, ngô, nho. Piemonte là một trong những vùng trồng nho lớn của Ý. Các khu vực trồng nho nổi tiếng gồm Barolo, Barbaresco và Moscato d'Asti. Các loại nho bản địa bao gồm tại Nebbiolo, Barbera, Dolcetto, Freisa, Grignolino và Brachetto. 
Vùng này có nhiều trung tâm công nghiệp lớn, nổi bật là Torino, nơi có nhà máy ô tô FIAT. Biella sản xuất lụa và giấy lụa. Cuneo sản xuất sô cô la Ferrero và các ngành cơ khí quan trọng khác.

## Nhân khẩu

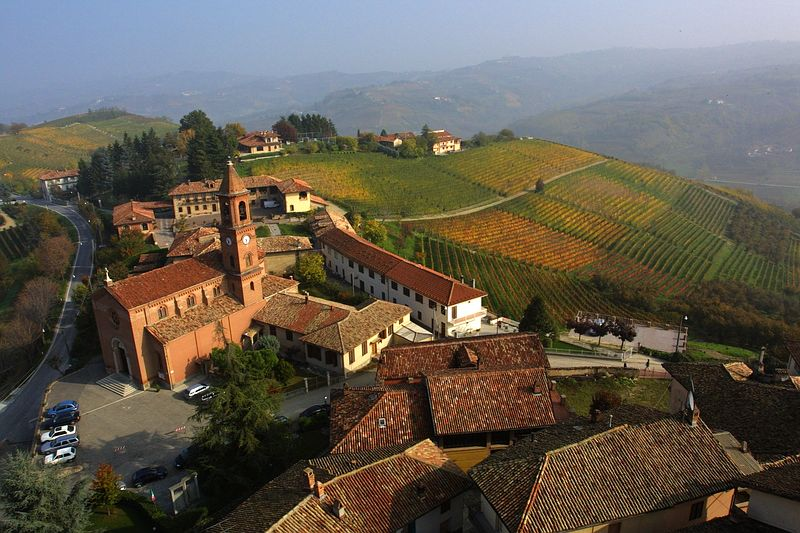
Serralunga d’Alba và các vườn nho.

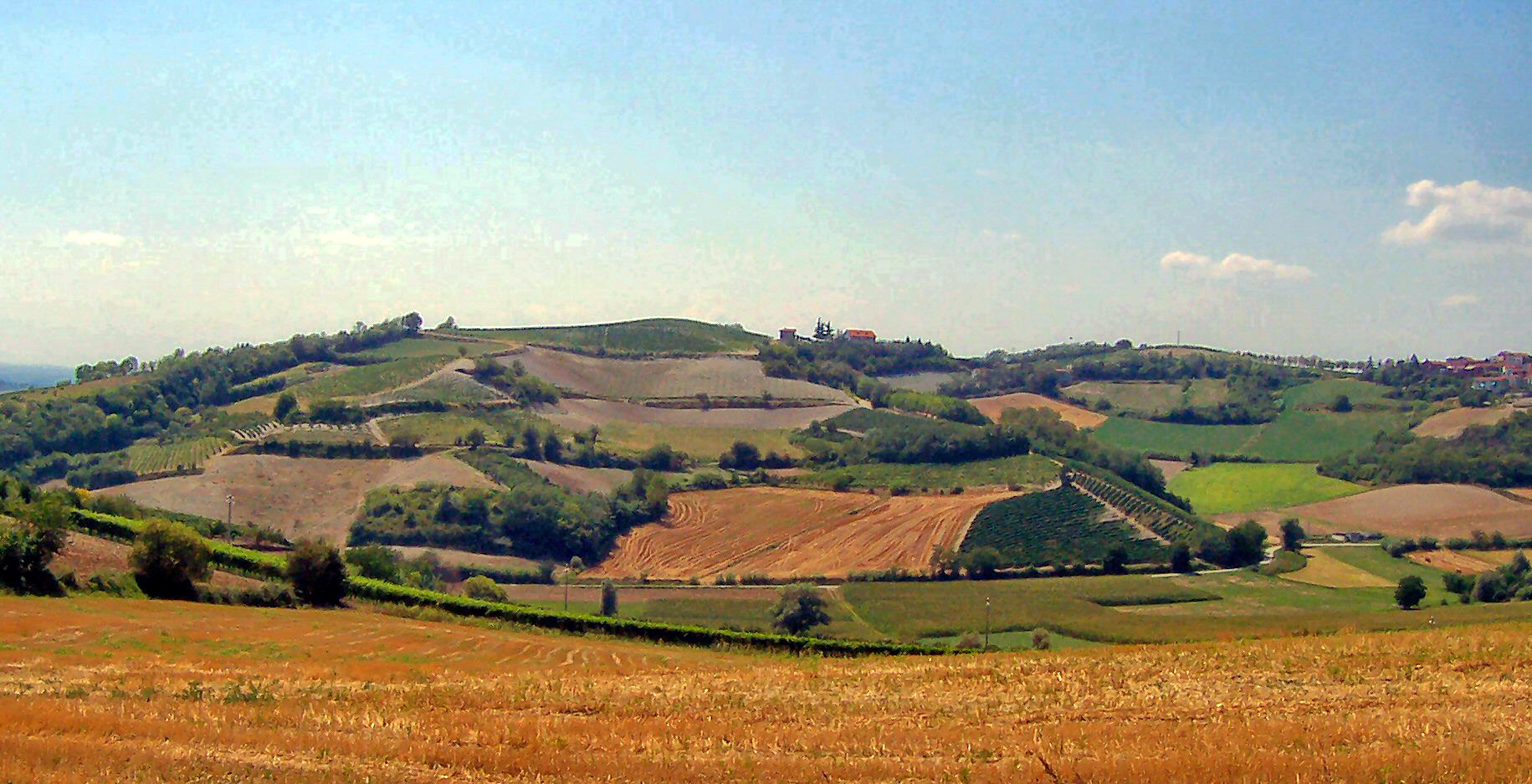
Cảnh ở Montferrat.

Vùng đô thị Torino tăng trưởng mạnh mẽ vào thập niên 1950 và 1960 do sự gia tăng dân nhập cư từ phía nam Italia. Ngày nay vùng đô thị này có dân số khoảng 2 triệu người. Theo thống kê của Viện thống kê quốc gia Ý, đến thời điểm năm 2006, ước tính có 231.611 người nhập cư sinh ra ở nước ngoài đang sống ở Piemonte, tương được 5,3% tổng dân số của vùng.
Các thành phố tại Piemonte có dân số từ 50.000 người trở lên gồm:
| Đô thị      | Dân số (ước năm 2006) |
| ----------- | --------------------- |
| Torino      | 900.608               |
| Novara      | 102.817               |
| Alessandria | 91.593                |
| Asti        | 73.734                |
| Moncalieri  | 55.983                |
| Cuneo       | 54.817                |
| Rivoli      | 50.213                |

## Hình ảnh

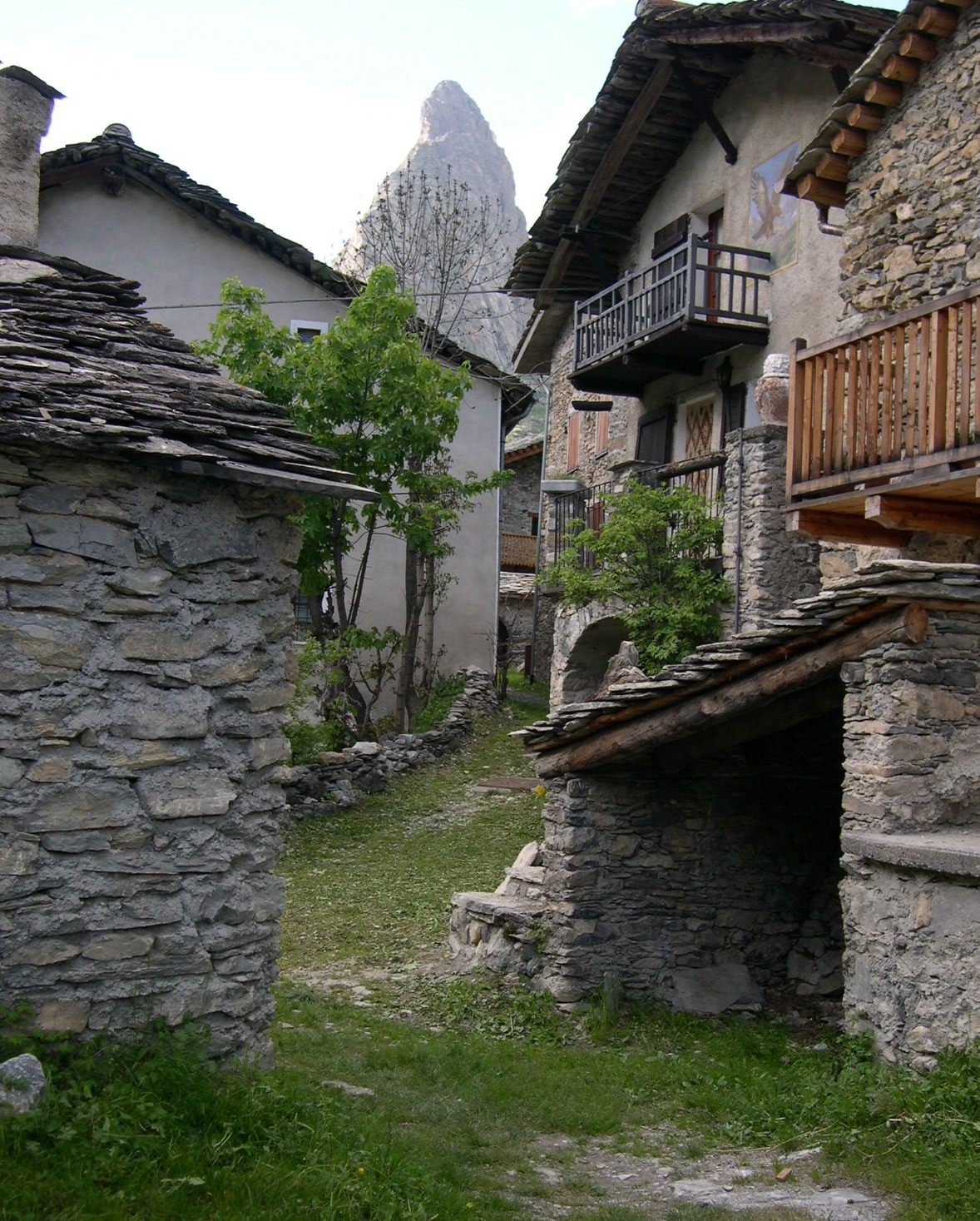
Acceglio
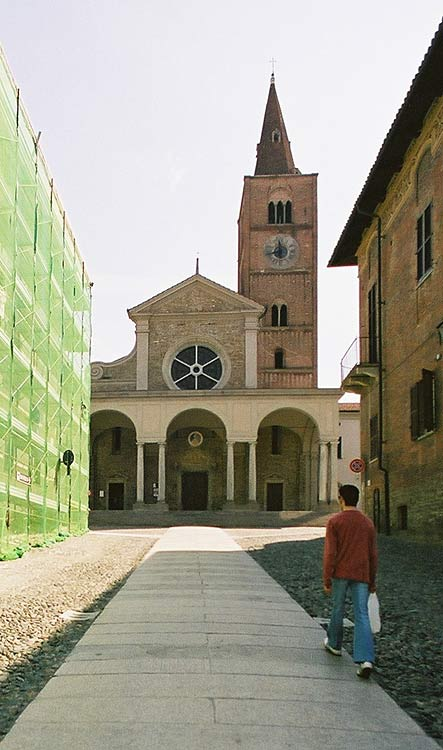
Acqui Terme
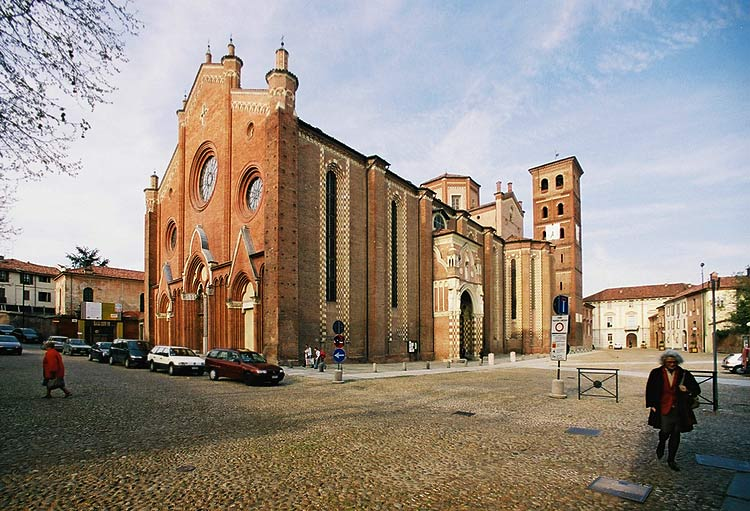
Asti
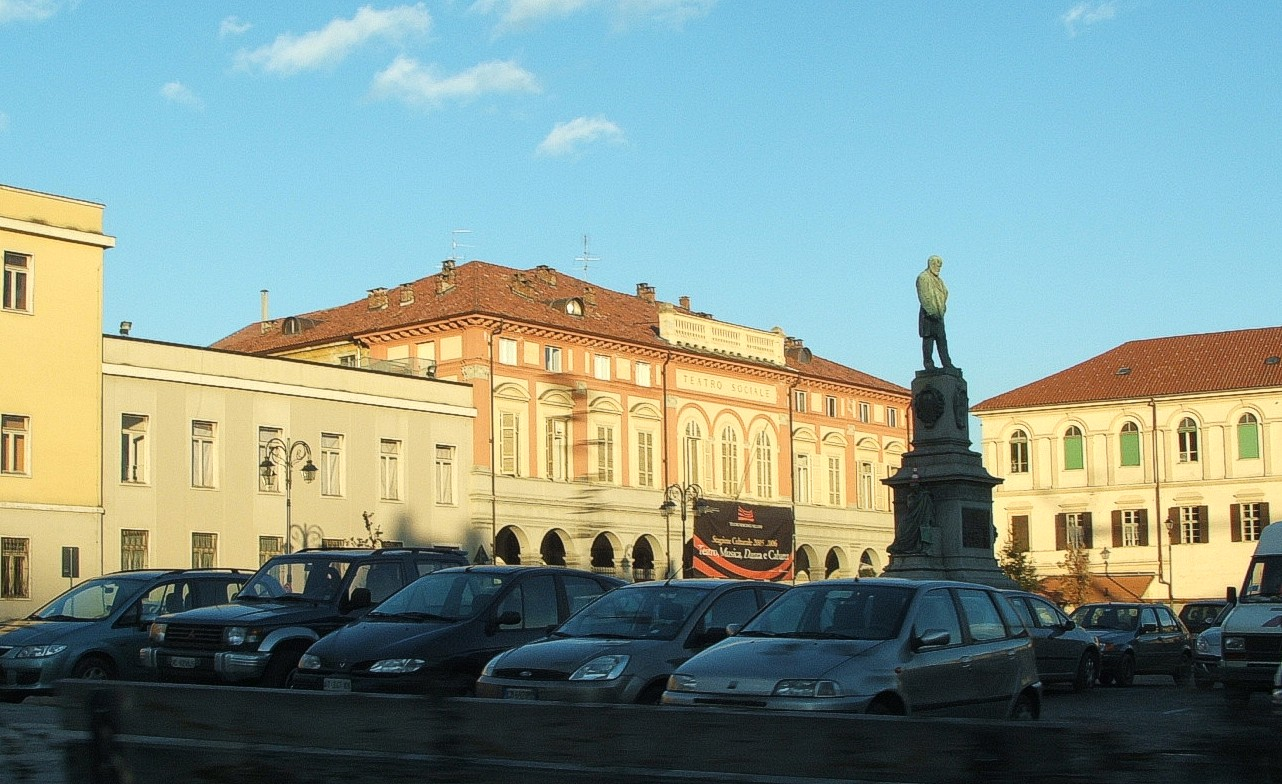
Biella
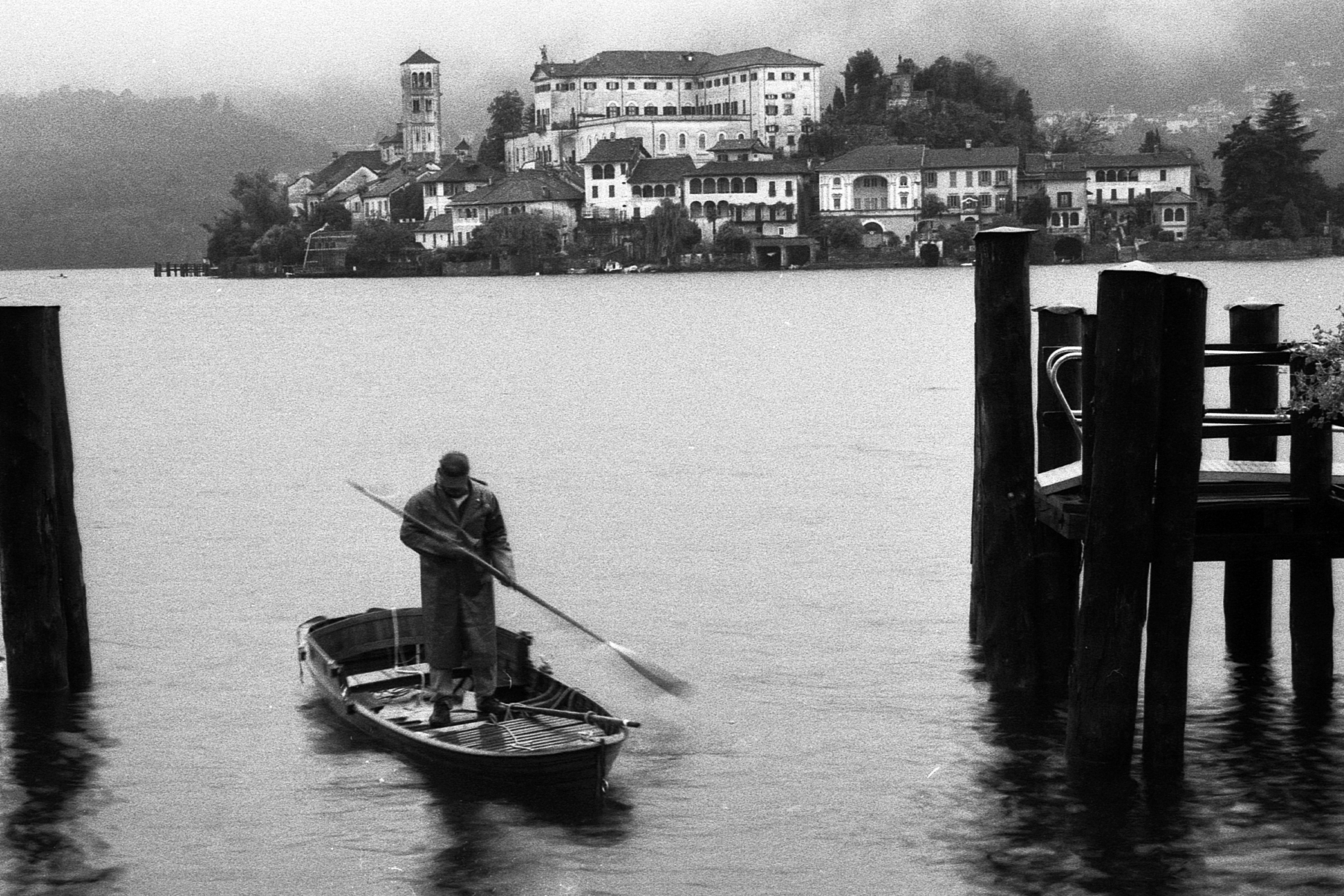
Isola San Giulio
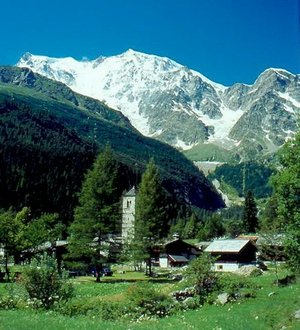
Macugnaga
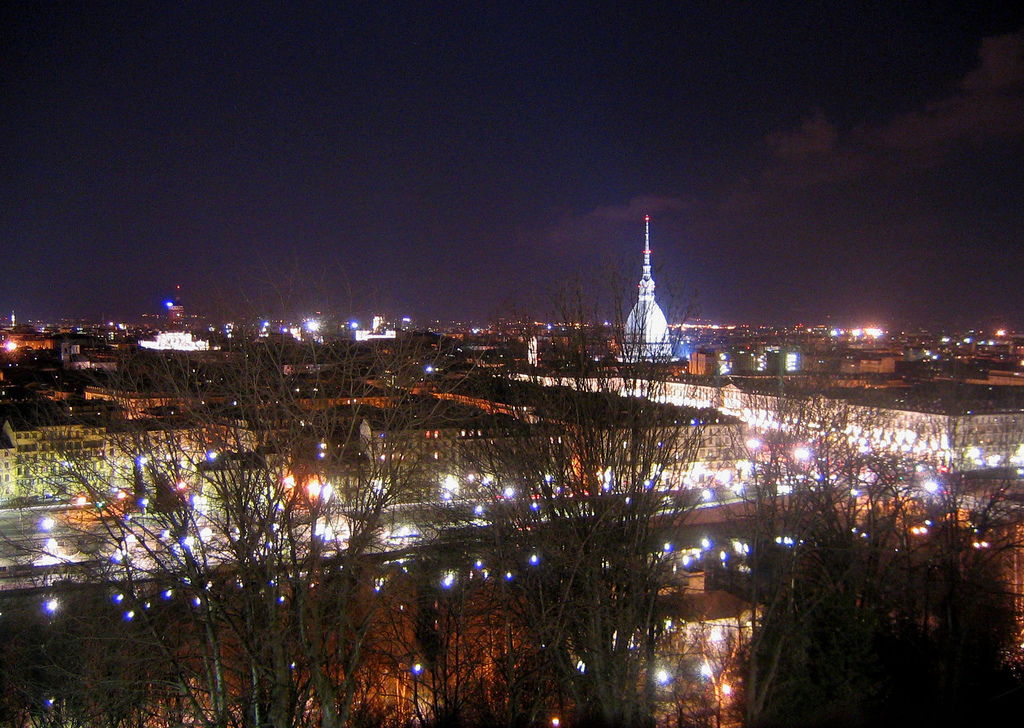
Turin
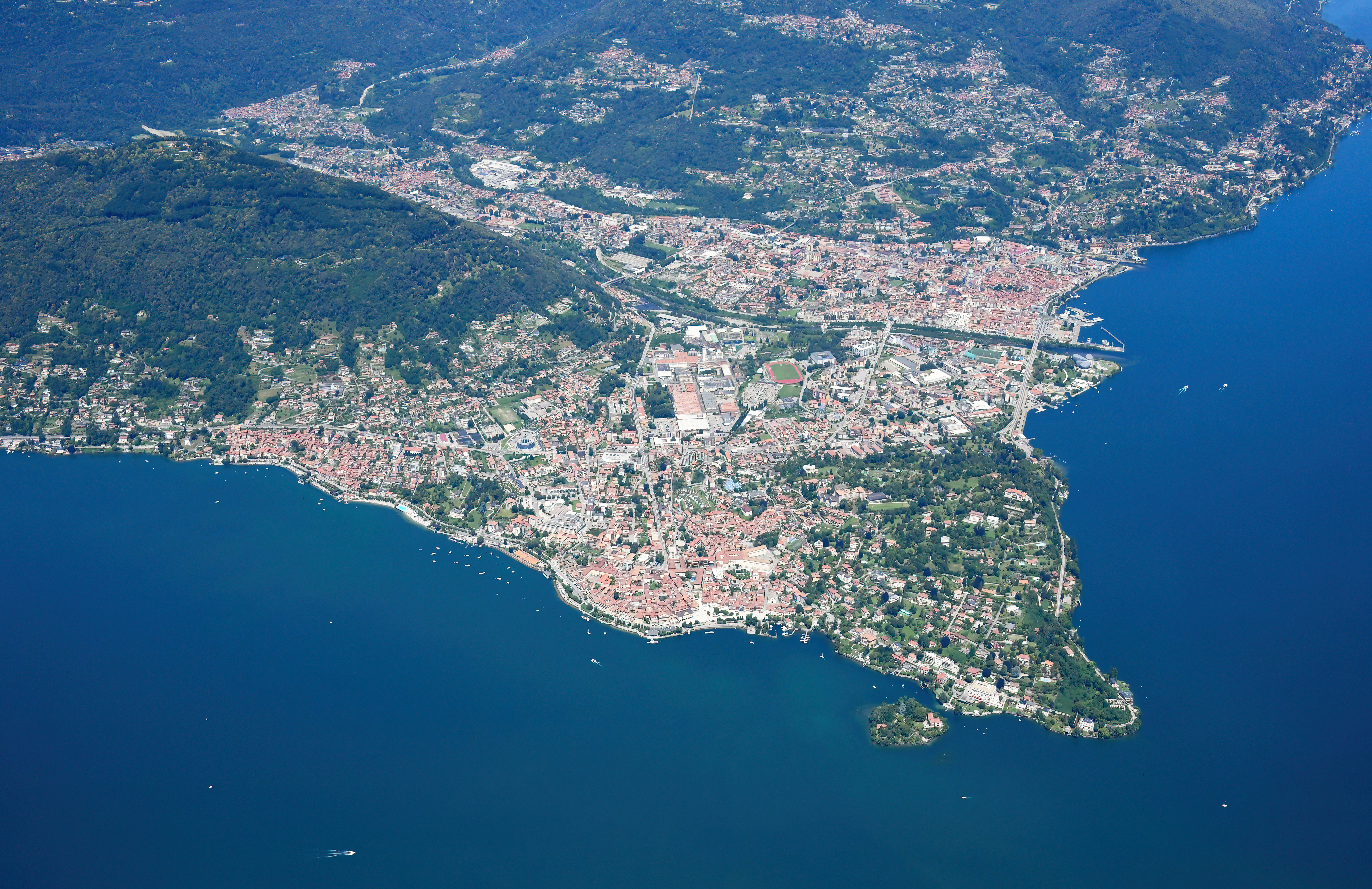
Verbania